# Classe Beograd

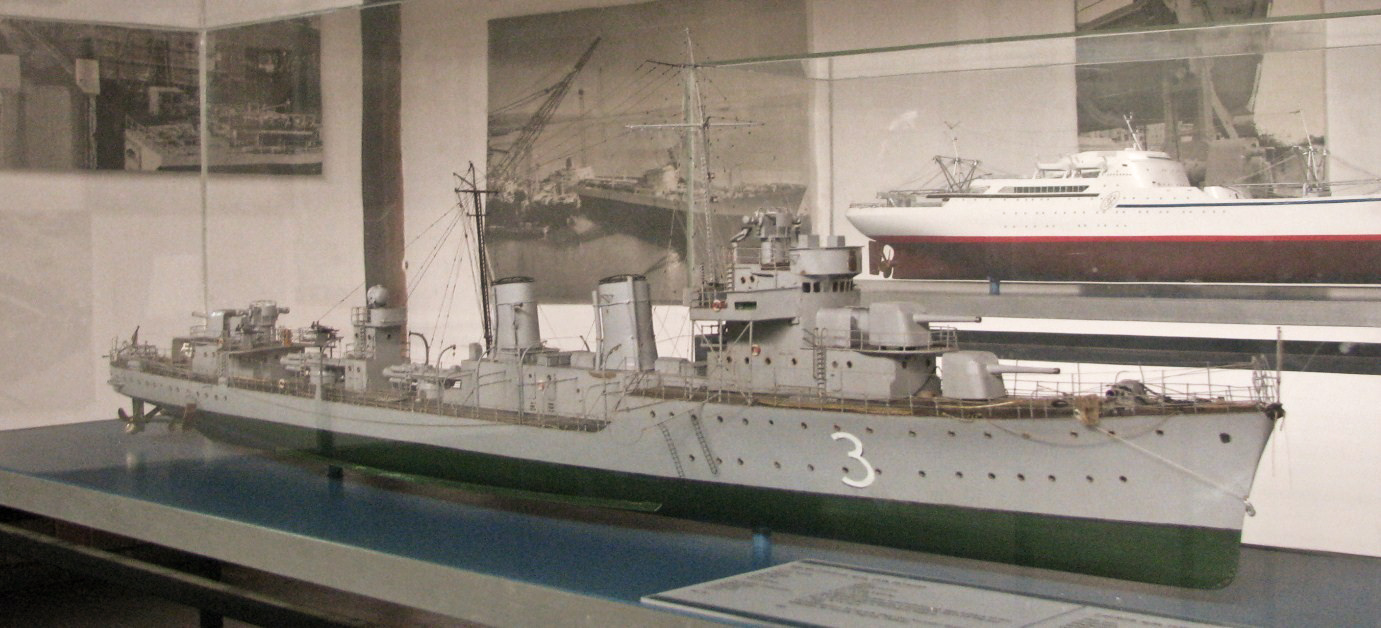
Maquette du Zagreb, un destroyer de classe Beograd.

La classe Beograd est une classe de destroyers yougoslaves construite à la fin des années 1930 pour la marine royale yougoslave, sur la base de plans français.
Le Beograd (en) a été construit en France et le Zagreb et le Ljubljana (en) dans le royaume de Yougoslavie.
Au cours de l'invasion de la Yougoslavie par l'Allemagne en avril 1941, le Zagreb fut sabordé pour empêcher sa capture, et les deux autres furent capturés par les Italiens. La Marine royale italienne a exploité les deux navires capturés comme escortes de convoi entre l'Italie, la mer Égée et l'Afrique du Nord. Un a été perdu dans le golfe de Tunis en avril 1943 et l'autre a été saisi par les Allemands en septembre 1943 après la reddition italienne. Il a ensuite été exploité par la marine allemande. Il y a des rapports contradictoires sur le sort de ce navire, mais il a été perdu dans les dernières semaines de la guerre.
En 1968, un film français — Flammes sur l'Adriatique — a été fait sur le sabordage du Zagreb. En 1973, le président de la Yougoslavie et Josip Broz Tito, chef des partisans de la guerre, ont décerné à titre posthume l'ordre du Héros national aux deux officiers ayant sabordé le Zagreb.